# Isola di Ross
L'isola di Ross è un'isola vulcanica situata nel mare di Ross in Antartide, al largo della Terra della regina Victoria.

## Storia
Fu scoperta nel 1841 da sir James Clark Ross. L'isola fu successivamente chiamata così da Robert Falcon Scott.
L'isola di Ross è stata la base per molte delle prime spedizioni fatte in Antartide. È l'isola più meridionale raggiungibile via mare.
Le capanne costruite dalle spedizioni di Shackleton e Scott si trovano ancora sull'isola e sono tutelate come luoghi storici.

## Territorio
L'isola si estende per circa 43 miglia nautiche da Capo Bird a nord a Capo Armitage a sud, e circa 45 miglia da Capo Royds a ovest a Capo Crozier a est.
Sull'isola si trovano i due vulcani Terror (3230 m) e Erebus (3794 m) così chiamati traendo spunto dalla due navi che componevano la spedizione di Ross: HMS Terror e HMS Erebus. Dalle pendici meridionali del Monte Erebus si diparte la penisola di Hut Point, larga 4,8 km e lunga 24 km. Il terzo rilievo dell'isola di Ross è il Monte Bird (1719 m), un promontorio vulcanico situato all'estremità settentrionale dell'isola. Sui fianchi di quest'ultimo si trovano il ghiacciaio Shell e il ghiacciaio pedemontano Endeavour.

## Stazioni e rifugi
Sull'isola sono presenti le seguenti stazioni di ricerca:

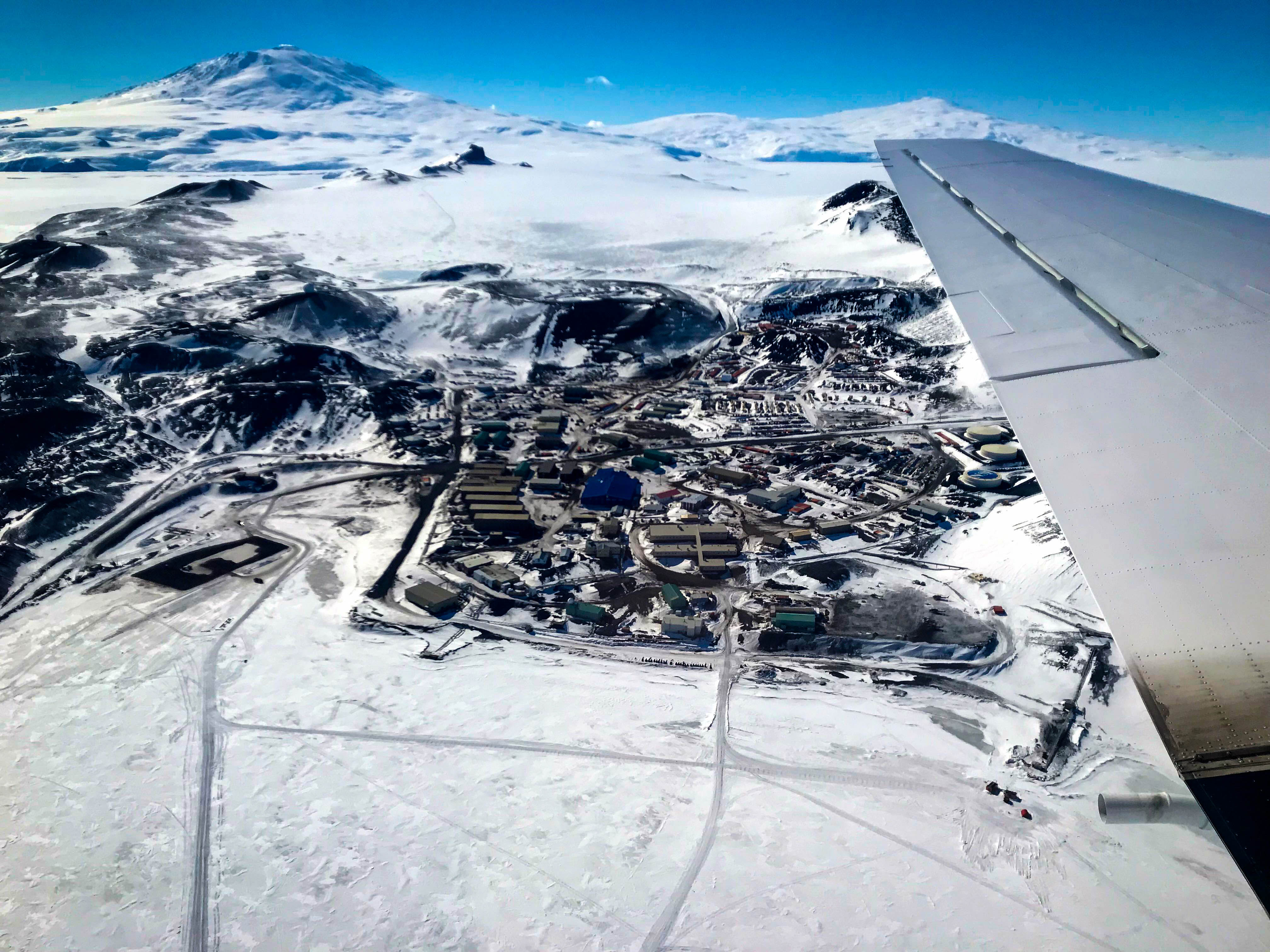
Veduta aerea della Stazione McMurdo

- Stazione McMurdo, fondata nel 1955 sulla penisola di Hut Point, è la più grande stazione di ricerca dell'Antartide. La base fornisce supporto logistico all'United States Antarctic Program. È dotata di un porto, piste di atterraggio, circa 85 edifici tra cui grandi strutture a tre piani, una centrale elettrica, magazzini e altre infrastrutture.[4]

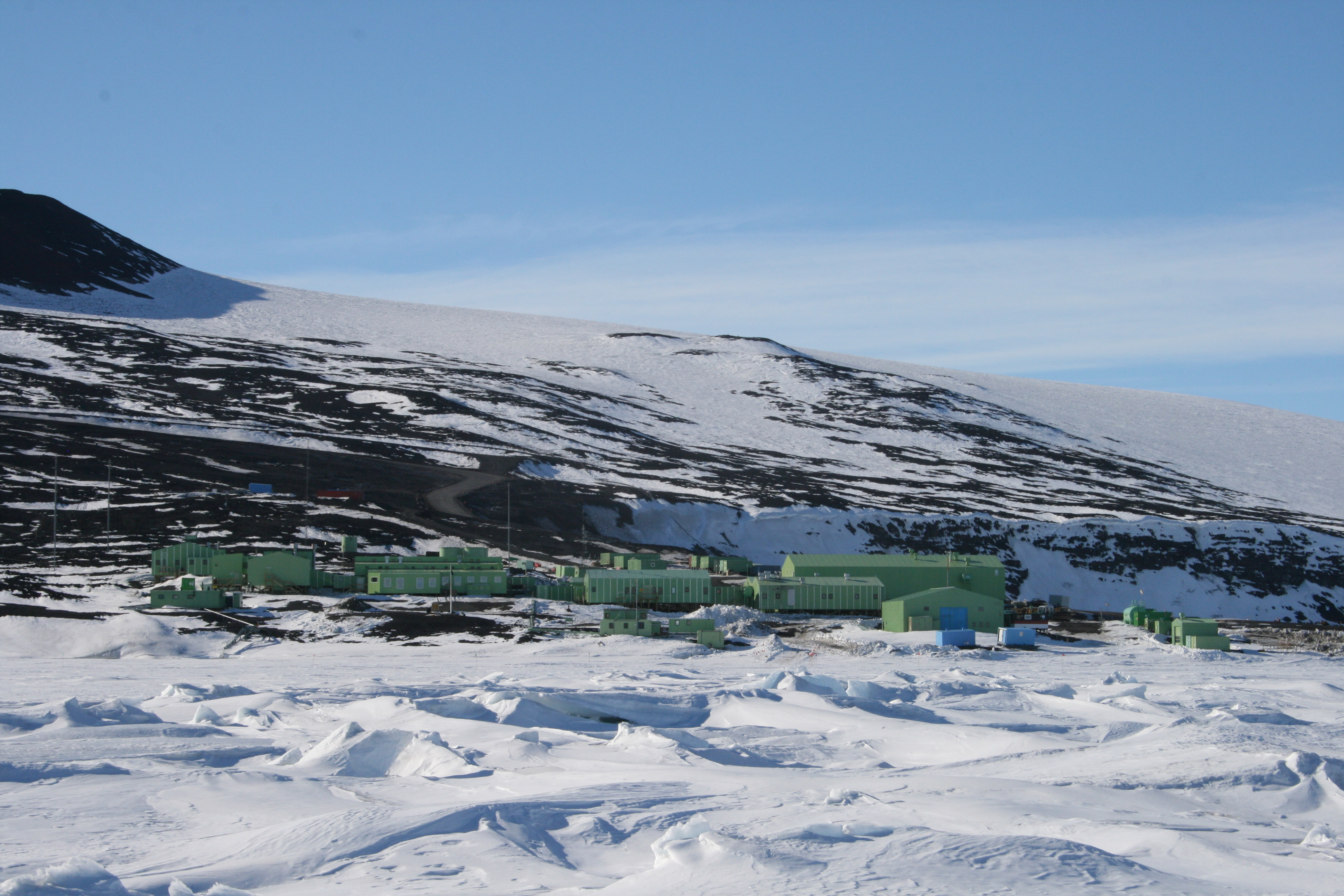
Base Scott

- Base Scott, base permanente della Nuova Zelanda, fondata nel 1957 a Punta Pram, sul versante sud-orientale della penisola di Hut Point, ha un'area di circa 4000 m2, che comprende numerosi laboratori scientifici e strutture ricettive per i ricercatori, nonché una pista per l'atterraggio di elicotteri.[5]
- Rifugio Capo Bird (Cape Bird Hut) è un piccolo rifugio costruito nel 1966 presso la base Scott e trasportato in elicottero a Capo Bird, per offrire ospitalità ai ricercatori impegnati nell'area. Il rifugio è stato ampliato nel 1991 e può attualmente ospitare sino a 8 persone; è dotato di una cucina a propano e ha un sistema di riscaldamento centralizzato a gasolio.[6]

L'isola ospita inoltre i seguenti rifugi dell'Epoca eroica dell'esplorazione antartica, entrambi sotto la tutela dell'Antarctic Heritage Trust:
- Rifugio di Shackleton (Shackleton's Hut) a Capo Royds è un prefabbricato in legno costruito a Londra nel 1907 per Ernest Shackleton, l'esploratore britannico che guidò la spedizione Nimrod (1907-09).[7]
- Rifugio di Scott (Scott's Hut), costruito nel gennaio 1911 a Capo Evans, fu la base della spedizione Terra Nova (1910-13), guidata da Robert Falcon Scott.[8]